# Івате-Мару
Івате-Мару — транспортне судно, яке під час Другої світової війни взяло участь у операціях японських збройних сил в архіпелазі Бісмарка.
Івате-Мару спорудили 1921 року на верфі Teikoku Steam Shipyard у Тобі на замовлення компанії Teikoku Kisen. У 1923-му новим власником стала Kinkai Yusen, а з 1939-го судно належало Nippon Yusen Kaisha.
У якийсь момент Івате-Мару реквізували для потреб Імперського флоту Японії.
3 січня 1943-го судно вийшло з японського порту Саєкі у складі конвою «S» — одного з багатьох, проведення яких здійснювалось у межах операції «Військові перевезення №8» (No. 8 Military Movement, 8-Go Enshu Yuso). Метою цих транспортних перевезень було постачання головної передової бази в Рабаулі (острів Нова Британія в архіпелазі Бісмарка), з якої провадились операції на Соломонових островах та сході Нової Гвінеї.
Станом на січень 1944-го Івате-Мару перебувало в Рабаулі, де виконувало функції водяного танкера. 30 січня (за іншими даними — 17 лютого) його потопила тут під час нальоту авіація союзників.